# Aérodrome de Sézanne - Saint-Remy
L’aérodrome de Sézanne - Saint-Remy (code OACI : LFFZ) est un aérodrome civil, ouvert à la circulation aérienne publique (CAP), situé sur la commune de Saint-Remy-sous-Broyes à 3 km à l’est-sud-est de Sézanne dans la Marne (région Grand Est, France).
Il est utilisé pour la pratique d’activités de loisirs et de tourisme (aviation légère).

## Installations
L’aérodrome dispose de deux pistes en herbe orientées est-ouest :
- une piste 06L/24R longue de 950 mètres et large de 50 ;
- une piste 06R/24L longue de 950 mètres et large de 80, réservée aux planeurs.

L’aérodrome n’est pas contrôlé. Les communications s’effectuent en auto-information sur la fréquence de 123,500 MHz.
S’y ajoutent :
- une aire de stationnement ;
- des hangars ;
- une station d’avitaillement en carburant (100LL)[2].

## Activités
- Aéroclub sézannais
- Aéro-club Les Goélands (vol à voile, site: goelands-sezanne.net)
- ULM club sézannais